# Фридрих Дюренмат
Фридрих Дюренмат (на немски: Friedrich Dürrenmatt) е швейцарски драматург, белетрист, поет и есеист, а също и художник.

## Живот и творческо дело
Роден е в Конолфинген, кантон Берн, Швейцария в семейството на протестантски пастор.
Дюренмат следва теология, философия, естествени науки и литература в Цюрих, а после и в родния си град. Работи като график и театрален критик.

### Драматургия
Дюренмат си създава световно име преди всичко като драматург, който с моралистичен патос дири своята нравствена позиция отвъд идеологиите и класовата борба. На сцена излиза трагикомедията му „Писано е“ (1947), но успех му донася комедията „Бракът на господин Мисисипи“ (1952). Най-често поставяните му драми са „Посещението на старата дама“ (1956), „Франк V“ (1959), и особено „Физиците“ (1962).

### Проза
Литературния си път Дюренмат започва като прозаик. Пише разкази, повлияни от мрачните внушения на Франц Кафка и Ернст Юнгер. В тях се води мистична борба между световните сили на доброто и на злото. През 1950 г. излиза сборникът „Градът“ и първият му роман „Съдията и неговият палач“. Следват романът „Подозрението“ (1951), прозаичната комедия „Един грък търси гъркиня“ (1955), новелата „Аварията“ (1956) и романът „Обещанието„ (1958). През следващите години Дюренмат публикува самостоятелно издание на новелата „Тунелът“ (1964) и повестта „Сгромолясването“ (1971). Накрая идва и книгата „Зимната война в Тибет“ (1981) – зловеща „антиутопия“, в която от хуманистични позиции се разглеждат последиците от една Трета световна война. Така Фридрих Дюренмат се утвърждава и като майстор на психологическата проза, като сатирик с остър усет за гротескното и абсурдното.

### Поезия
В последното десетилетие от живота си Фридрих Дюренмат публикува книга със стихове, в която се изразява като предупредител за нещастията, които дебнат страната му и човешкия род (стихотворението „Швейцарски псалм I“ ). Посмъртно излиза и „Възможното е страшно. Избрани стихотворения“ (1993).

## На български
- Фридрих Дюренмат, Физици, Комедия. Превод от немски Димитър Стоевски. София: Народна култура, 1966, 138 с.
- Фридрих Дюренмат, Съдията и неговият палач, Новели. Превод от немски Георги Георгиев. София: Народна култура, 1968, 296 с.
- Фридрих Дюренмат, Подозрението, Роман. Превод от немски Венцеслав Константинов. София: Народна младеж, 1972, 123 с.
- Фридрих Дюренмат, Обещанието. Подозрението, Романи. Превод от немски Георги Георгиев, Венцеслав Константинов. Пловдив: Христо Г. Данов, 1984, 228 с.
- Фридрих Дюренмат, Съдията и неговият палач. Подозрението, Романи. Превод от немски Георги Георгиев, Венцеслав Константинов. София: Народна младеж, 1989, 160 с.
- Фридрих Дюренмат, Правосъдие, Роман. Превод от немски Александър Андреев. Пловдив: Христо Г. Данов, 1989, 189 с.
- Фридрих Дюренмат, Съдията и неговият палач, Новела. Превод от немски Георги Георгиев. София: Зодиак-ВН, 1991, 88 с.
- Фридрих Дюренмат, Разговори 1961 – 1990, В 4 т., Превод от немски Генчо Дончев. София: ЛИК, 2002 (ISBN 954-607-545-0, ISBN 954-607-546-9, ISBN 954-607-547-7, ISBN 954-607-548-5)
- Фридрих Дюренмат, Съучастникът: Един комплекс. Превод от немски Иво Милев. София: Захарий Стоянов, 2003, 349 с. (ISBN 954-739-361-8)
- Фридрих Дюренмат, Клетвата, Роман. Превод от немски Георги Георгиев. София: Унискорп, 2008, 160 с. (ISBN 978-954-330-132-4)
- Фридрих Дюренмат, Избрани пиеси. Превод от немски София Тоцева. София: Рива, 2012, 336 с. (ISBN 978-954-320-397-0)

## Награди и отличия
- 1958: „Награда Шилер“ на град Манхайм
- 1960: „Голяма награда „Шилер““
- 1979: „Литературна награда на Берн“
- 1983: „Австрийска държавна награда за европейска литература“
- 1985: „Награда Жан Паул“ на провинция Бавария
- 1986: „Възпоменателна награда Шилер“ на провинция Баден-Вюртемберг
- 1986: „Награда Георг Бюхнер“
- 1989:„Награда Ернст Роберт Курциус“ (за есеистика)

През 1969 г. писателят става почетен доктор на университета „Темпъл“ във Филаделфия, САЩ.